# Nigella

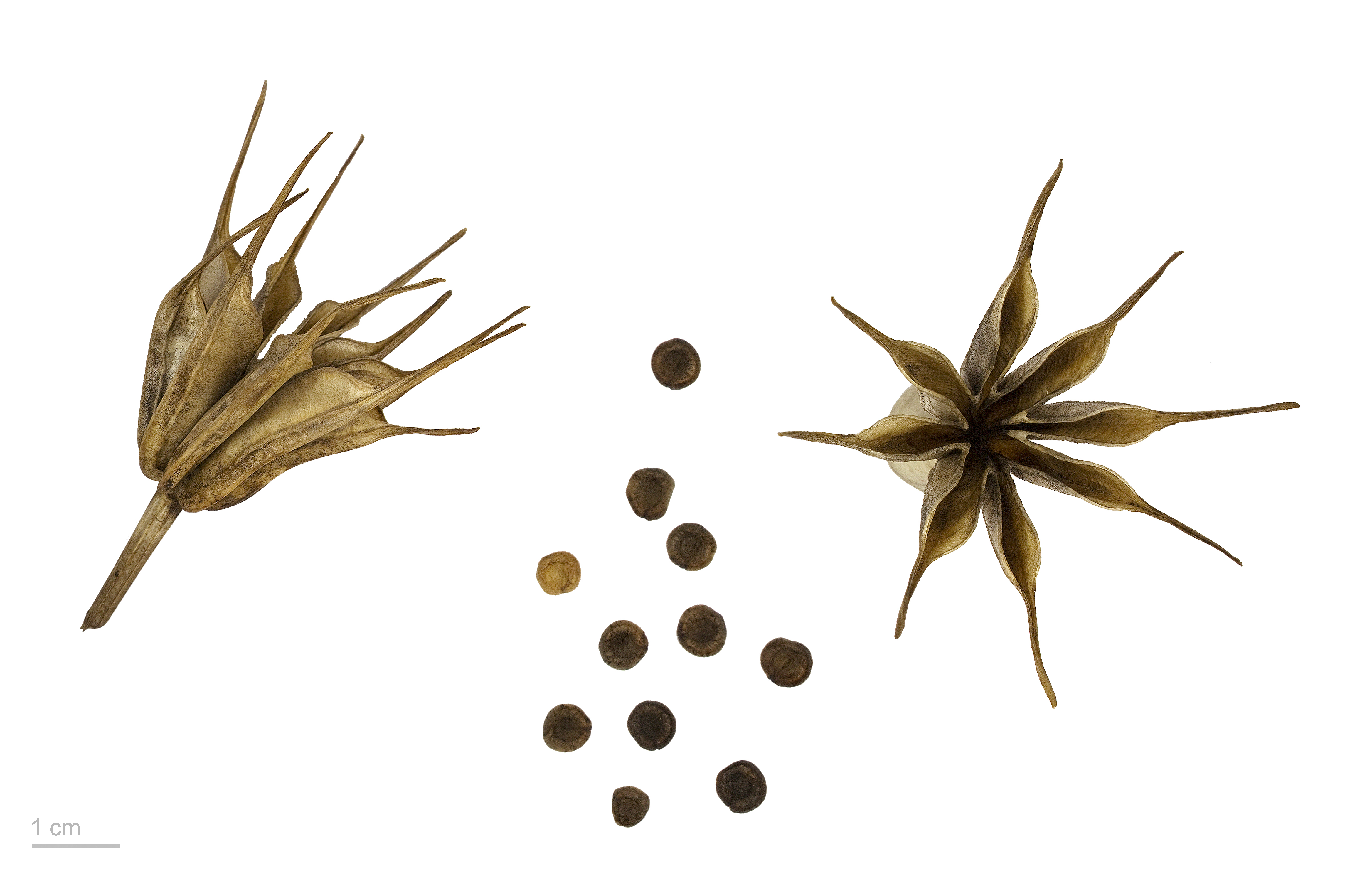
Nigella orientalis.

Nigella es un género de planta herbácea con una veintena de especies aceptadas, de las 90 descritas, perteneciente a la familia Ranunculaceae.

## Descripción
Es una planta herbácea caduca que alcanza los 20-90 cm de altura con hojas finamente divididas, los segmentos de las hojas lineales y estrechas. Las flores son de color blanco, amarillo, rosa, azul pálido o púrpura pálido con 5-10 pétalos. El fruto es una cápsula compuesta por varios folículos que contienen numerosas semillas.

## Distribución
El género es nativo de Europa, norte de África y sudoeste de Asia.

## Taxonomía
El género fue descrito por Carlos Linneo y publicado en Species Plantarum, vol. p. 534, 1753. La especie tipo es: Nigella arvensis
Etimología
- Nigella: derivado del Latín nǐgellus, negruzco, diminutivo de nǐgěr, negro, por el color de las semillas.[4]

## Especies aceptadas
- Nigella arvensis L.
- Nigella carpatha Strid
- Nigella damascena L.
- Nigella degenii Vierh.
- Nigella deserti Boiss.
- Nigella doerfleri Vierh.
- Nigella elata Boiss.
- Nigella fumariifola Kotschy
- Nigella hispanica L.
- Nigella latisecta P.H.Davis
- Nigella nigellastrum (L.) Willk.
- Nigella orientalis L.
- Nigella oxypetala Boiss.
- Nigella papillosa G.López
- Nigella sativa L.
- Nigella segetalis M.Bieb.
- Nigella stricta Strid
- Nigella unguicularis (Poir.) Spenn.[1]